# Bundesautobahn 28
De Bundesautobahn 28 (kort BAB 28, A28 of 28) is een Duitse autosnelweg in het noorden van Nedersaksen. De weg loopt van de A31 bij Leer via Oldenburg naar de A1 bij Dreieck Stuhr bij Bremen. De gehele snelweg, 96 kilometer lang, is onderdeel van de E22. Wanneer de A20 tot het geplande knooppunt Dreieck Westerstede gebouwd wordt, zal de E22 via die route verlegd worden. 

## Verloop

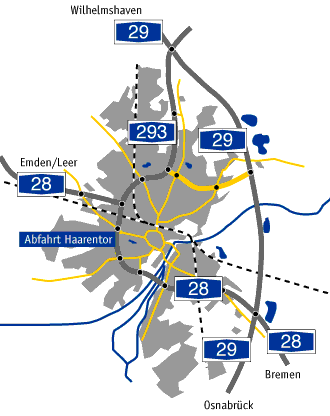
Snelwegen in en rondom Oldenburg

Bij Dreieck Leer gaat de A28 naadloos over in de A31 richting Oberhausen. De A31 slaat op bij dit knooppunt af richting Emden, een zogenaamde TOTSO.
Ook de A28 kent een TOTSO. Bij Oldenburg maakt het tracé van de A28 een aantal wendingen. Bij Dreieck Oldenburg-West gaat de oostelijke as van de A28 richting Delmenhorst/Bremen naadloos in de A293 over. Om de A28 hier te blijven volgen moet van de snelweg afgeslagen worden. 
Bij Oldenburg is de A28 aan de A29 (Wilhelmshaven - Dreieck Ahlhorner Heide) verbonden. Er zijn twee alternatieven om op de A29 te komen. Eén is direct via het knooppunt Kreuz Oldenburg-Ost. De ander is het voor de noordelijke as richting Wilhelmshaven ook mogelijk om vanaf Dreieck Oldenburg-West via de stadssnelweg A293 op de A29 te geraken.
De A28 vormt samen met de A29 en de A293 de snelwegring Oldenburg. In Oldenburg is de A28 als stadssnelweg met relatief scherpe bochten uitgevoerd. De aansluiting 14 Oldenburg-Marschweg is alleen vanuit het oosten (Delmenhorst) te bereiken.
Na Oldenburg gaat de snelweg in oostelijke richting verder naar Delmenhorst. De stad wordt ten zuiden gepasseerd en de snelweg buigt naar het zuiden af richting Dreieck Stuhr. Hier is aansluiting op de A1 richting Bremen en het Ruhrgebied. Voor Bremen is nog een alternatieve route mogelijk bij Dreieck Delmenhorst via de goed uitgebouwde B75.

## Geschiedenis
De A28 verving tussen Leer en Delmenhorst de voormalige Bundesstraße 75. Het tracé van de snelweg werd grotendeels nieuw gebouwd en verloopt op de nieuw gebouwde delen parallel aan de voormalige B75. De parallel lopende B75 werd grotendeels afgewaardeerd tot Landesstraße en oostelijk van Oldenburg ook tot Kreisstraße. In de stedelijke gebieden van Oldenburg en Delmenhorst werden de voorhanden randwegen van de B75 omgebouwd tot snelweg.
Berucht was de onderbreking bij Delmenhorst. Het oostelijke einde van de A28 was tot 2006 ter hoogte van Dreieck Delmenhorst, waar de weg splitste in de B75 richting Bremen en de B322 richting Groß Mackenstedt (A1). De laatste sloot de drie kilometer lange onderbreking naar de A1. Deze slechte verbinding veroorzaakte veel files. De splitsing en de aansluitingen werden tot september 2008 uitgebreid. Sindsdien is het mogelijk om vanaf Dreieck Stuhr doorgaand met 2x2 rijstroken in het centrum van Bremen te komen, indien met bij Dreieck Delmenhorst op de B75 in de richting van Bremen afslaat.
De B322 werd bij de onderbreking door de ombouw door de A28 vervangen. Tot 2008 was de snelweg tussen de aansluitingen Dreieck Delmenhorst en Groß Mackenstedt over 1,5 kilometer door een tankstation en een Burger King-restaurant als B322 gecategoriseerd en heeft door de raad van de gemeente Stuhr de straatnaam "Weser-Ems-Straße" gekregen, maar werd als A28 bewegwijzerd. 
Bij de opening van het winkelcentrum "Familia XXL" in de winter van 2007 werden omvangrijke aanpassingen bij de afrit Oldenburg-Wechloy vanuit Oldenburg gedaan. Naast de bestaande afrit op de Ammeländer Heerstraße werd een extra afrit, bewegwijzerd als "Einkaufsland Wechloy", die een directe toegang biedt naar het winkelcentrum, gebouwd. 

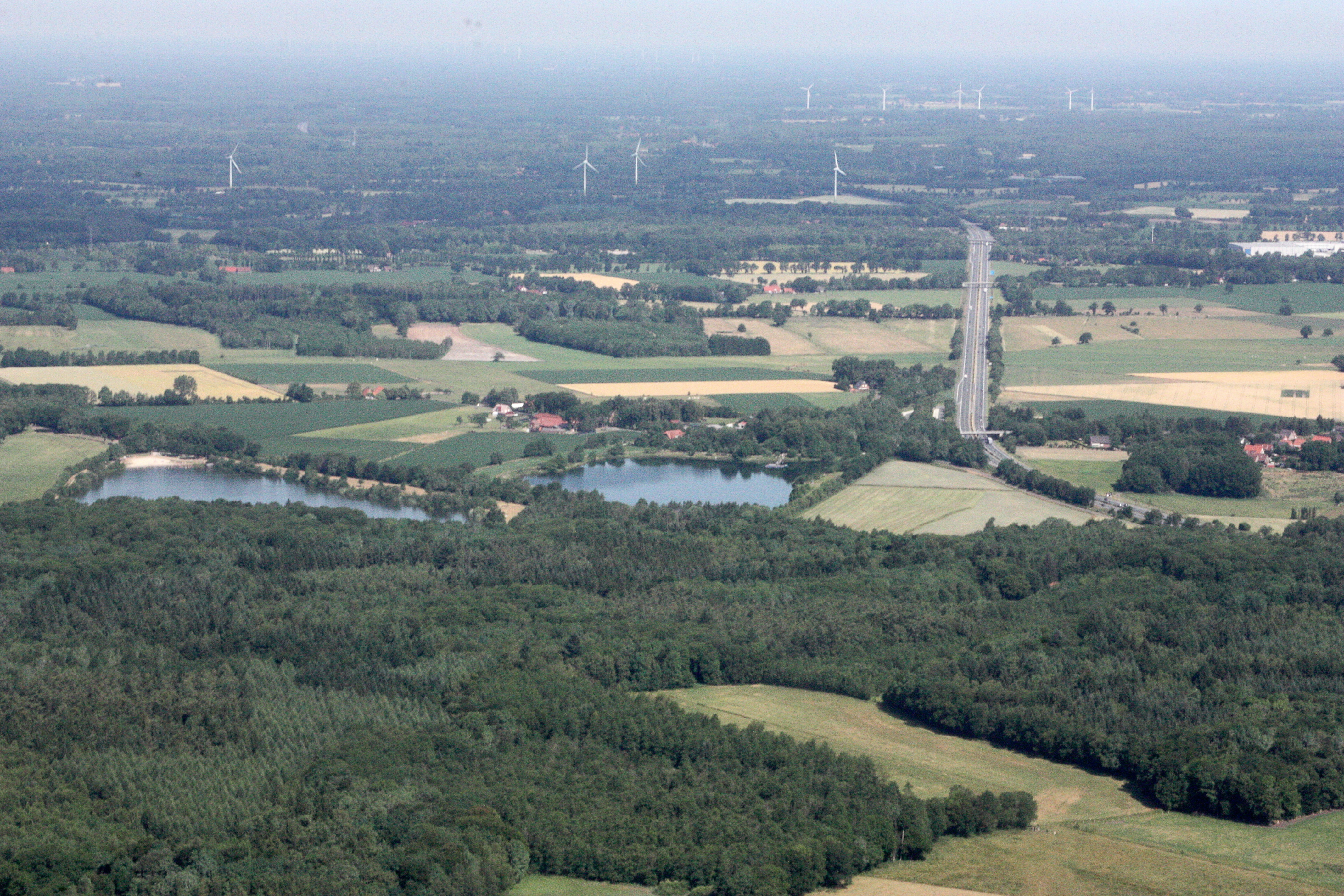
De A28 in het oostelijke Ammerland. (2010)
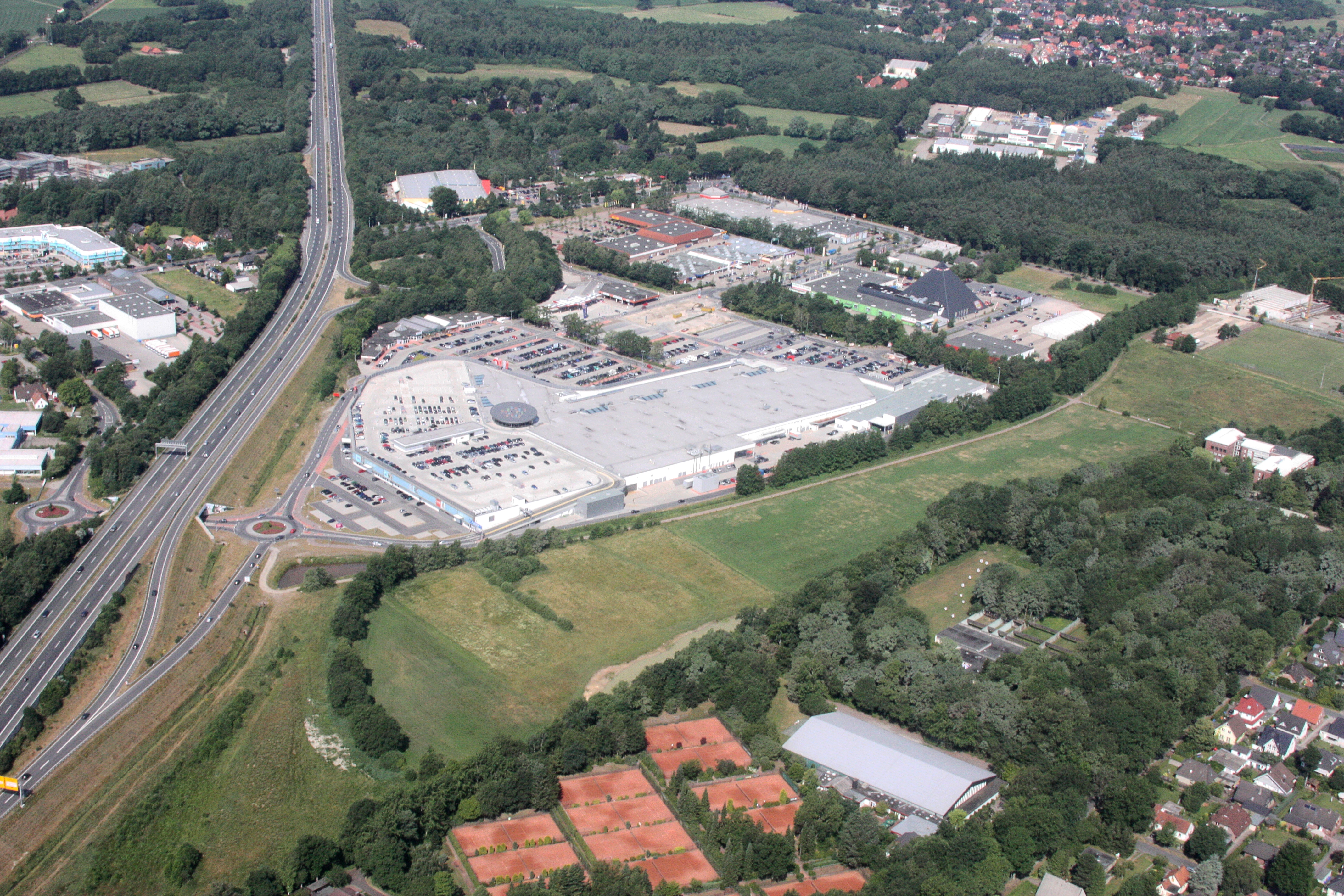
Het winkelcentrum Familia XXL vanuit de lucht met linksonder de eigen afrit vanuit Oldenburg. (2010)
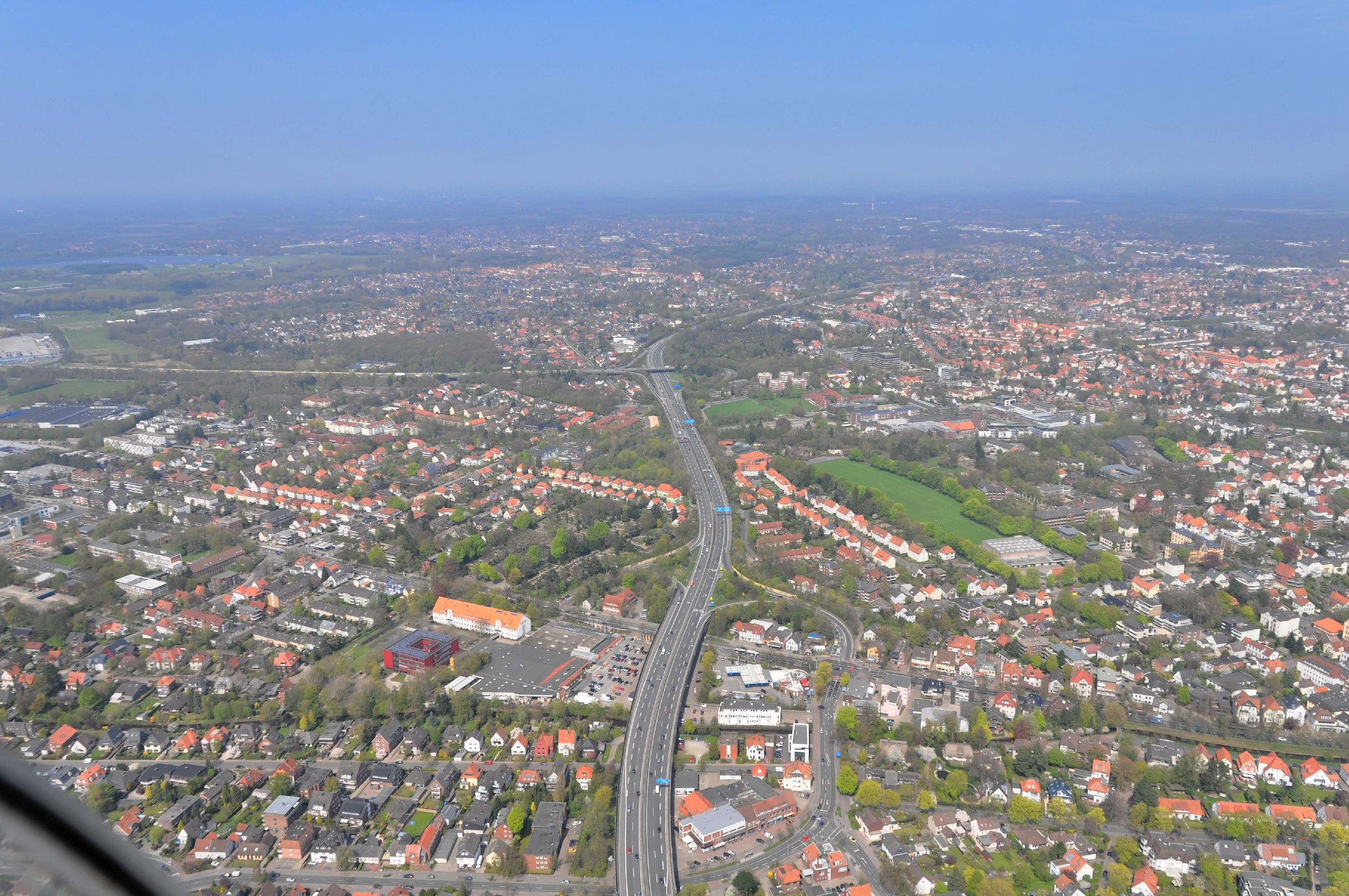
Dreieck Oldenburg-West (boven) en de aansluiting Oldenburg-Haarentor; boven rechts de A293. (2013)
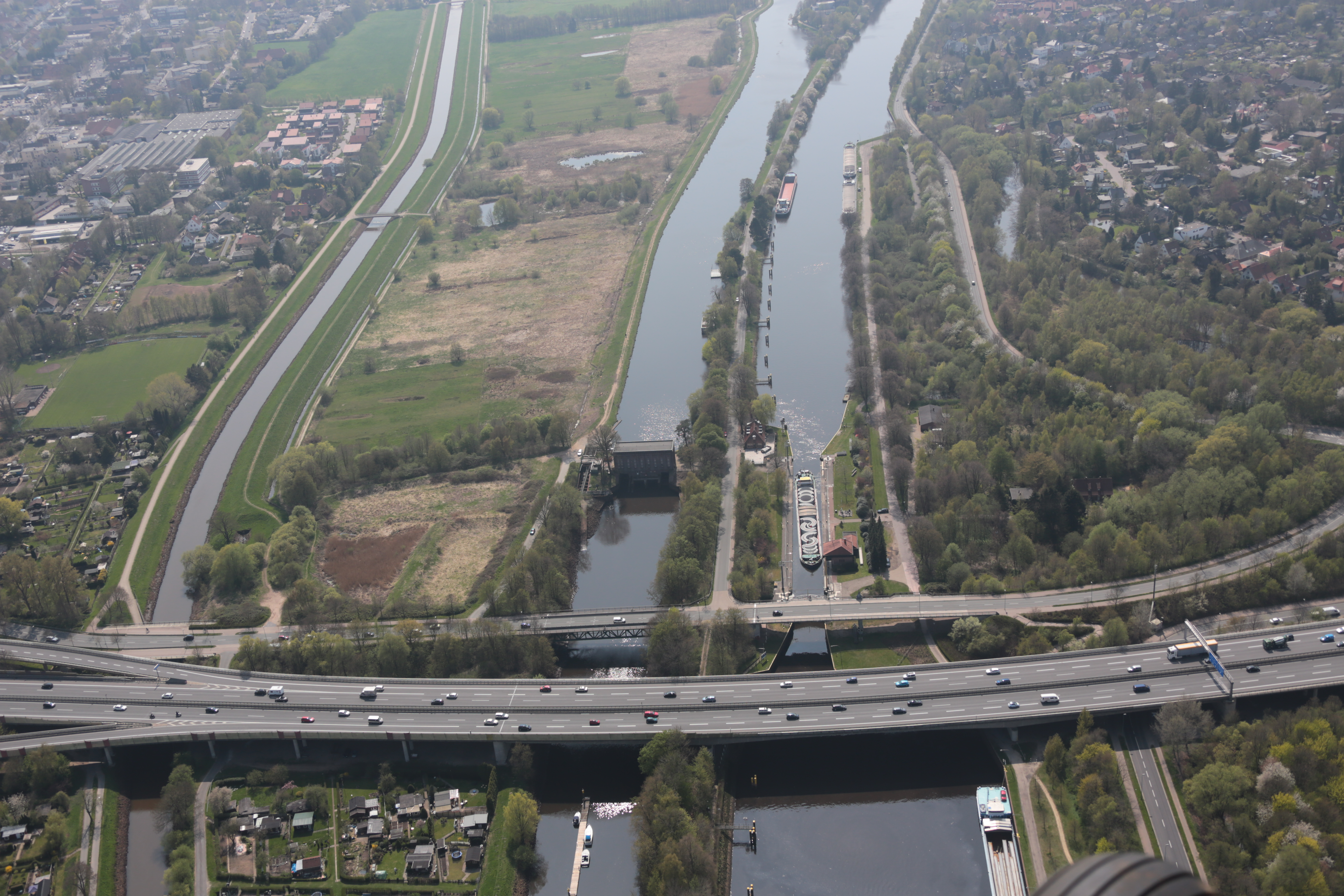
De brug van de A28 over de Osternburger Kanal (links), Neuen Hunte (midden) en Küstenkanal (rechts). (2013)
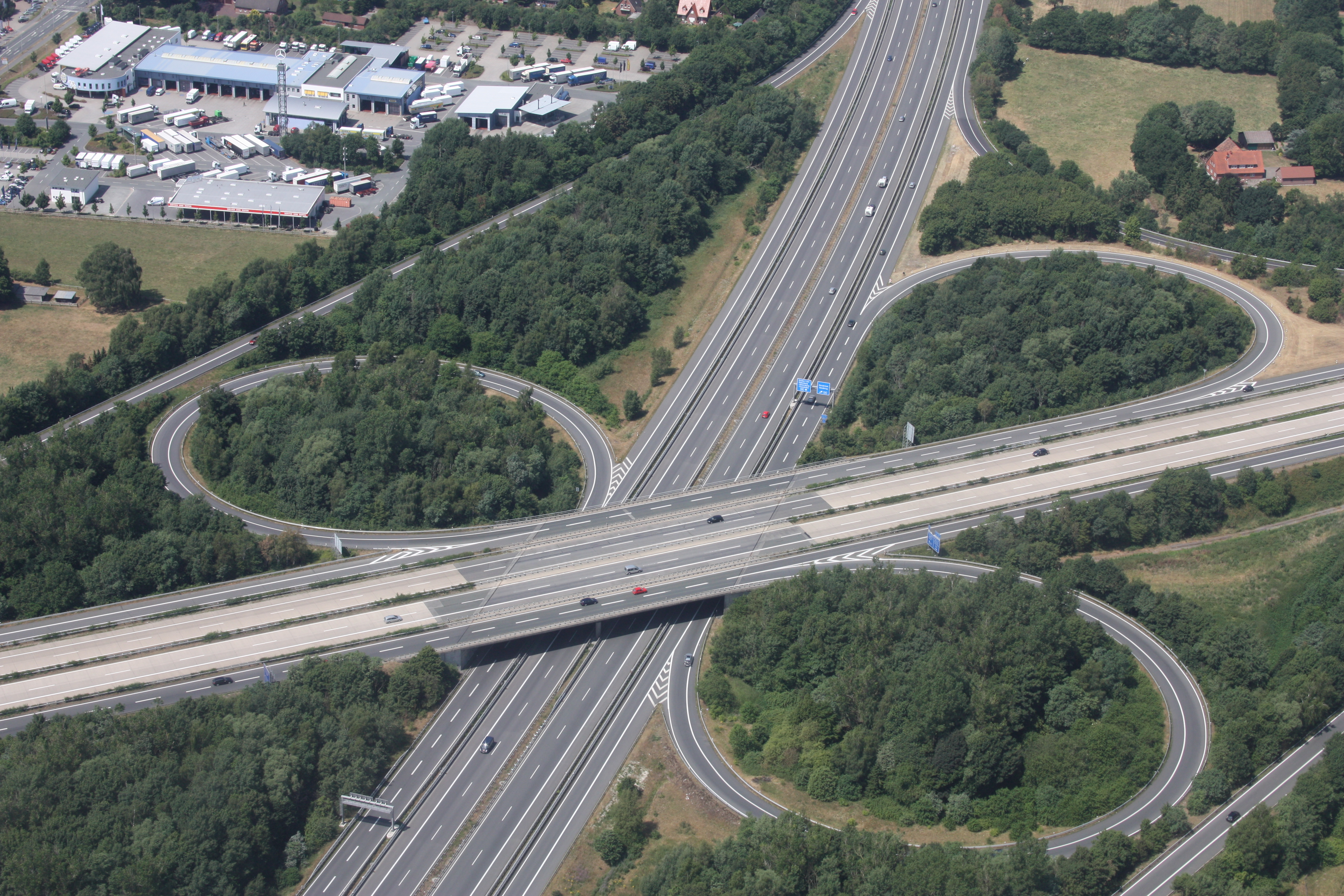
Kreuz Oldenburg-Ost, van boven naar beneden de A28 en van links naar rechts de A29.
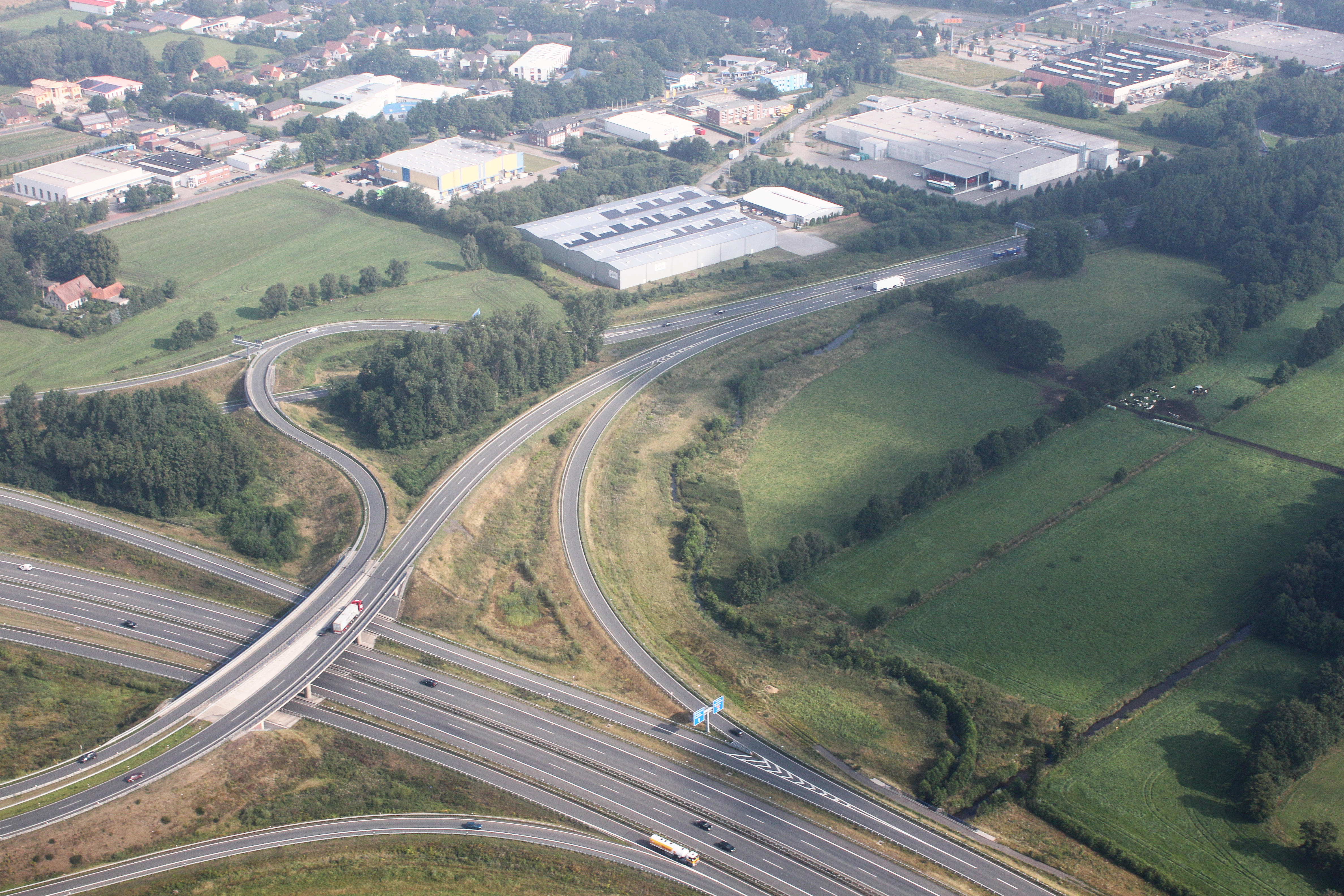
Dreieck Delmenhorst, waar B75 (vanuit rechts boven) de A28 ontmoet. (2012)
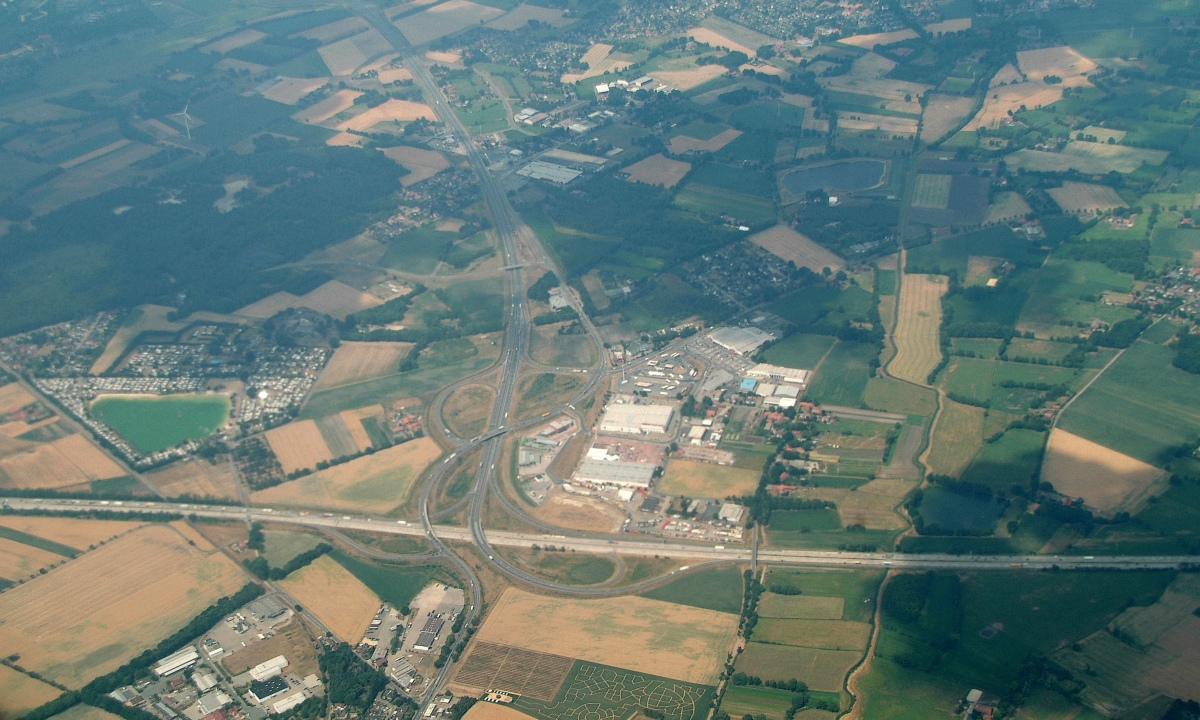
Dreieck Stuhr, waar de A28 (vanuit boven) de A1 ontmoet. (2010)